# Турі (провінція Барі)
Турі (італ. Turi) — муніципалітет в Італії, у регіоні Апулія,  метрополійне місто Барі.
Турі розташоване на відстані близько 400 км на схід від Рима, 27 км на південний схід від Барі.
Населення — 13 070 осіб (2014).
Щорічний фестиваль відбувається 26 серпня. Покровитель — S.Oronzo.

## Демографія
Населення за роками:

Станом на 1 січня 2023 року в муніципалітеті офіційно проживали 753 іноземці з 45 країн, серед них 144 громадяни країн Євросоюзу та 8 громадян України.

## Сусідні муніципалітети
- Казамассіма
- Конверсано
- Джоя-дель-Колле
- Путіньяно
- Рутільяно
- Саммікеле-ді-Барі